# Liste der Nummer-eins-Hits in der Slowakei (2007)
Dies ist eine Liste der Nummer-eins-Hits in der Slowakei im Jahr 2007. Sie basiert auf den Auswertungen von IFPI ČR, der nationalen Vertretung der tschechischen Musikindustrie. Grundlage sind die Rádio Top 100 für Singles.

## Singles
| ← 2006 ← | Liste der Nummer-eins-Hits in der Slowakei (Rádio Top 100) | Liste der Nummer-eins-Hits in der Slowakei (Rádio Top 100) | Liste der Nummer-eins-Hits in der Slowakei (Rádio Top 100) | 2008 →                    |
| \| Zeitraum \| Wo. ges. \| Interpret \| Titel Autor(en) \| Zusätzliche Informationen \| \| (Zeitraum, Wochen auf Platz eins, Interpret, Titel, Autor[en], zusätzliche Informationen) \| \| \| \| \| \| ----------------------------------------------------------------------------------------- \| -------- \| ------------------------------ \| --------------------------------------------------------- \| ------------------------- \| \| 52. Woche 2006 – 2. Woche 2007 3 Wochen (insgesamt 9) \| 9 \| Tina \| Viem Že Povieš Áno \| – \| \| 3. Woche 1 Woche (insgesamt 4) \| 4 \| Nelly Furtado \| All Good Things (Come to an End) Timbaland, Hills, Martin \| – \| \| 4. Woche 1 Woche (insgesamt 4) \| 4 \| Desmod \| Zhorí Všetko Čo Mám \| – \| \| 5.–6. Woche 2 Wochen (insgesamt 4) \| 4 \| Nelly Furtado \| All Good Things (Come to an End) Timbaland, Hills, Martin \| – \| \| 7.–8. Woche 2 Wochen (insgesamt 4) \| 4 \| Desmod \| Zhorí Všetko Čo Mám \| – \| \| 9. Woche 1 Woche (insgesamt 12) \| 12 \| Nelly Furtado \| Say It Right Nelly Furtado, Tim Mosley, Nate Hills \| – \| \| 10. Woche 1 Woche (insgesamt 9) \| 9 \| Tina \| Viem Že Povieš Áno \| – \| \| 11.–21. Woche 11 Wochen (insgesamt 12) \| 12 \| Nelly Furtado \| Say It Right Nelly Furtado, Tim Mosley, Nate Hills \| – \| \| 22.–25. Woche 4 Wochen (insgesamt 6) \| 6 \| Zdenka Predná \| Keď To Nejde \| – \| \| 26. Woche 1 Woche (insgesamt 3) \| 3 \| Rihanna feat. Jay-Z \| Umbrella Christopher Stewart, The-Dream \| – \| \| 27.–28. Woche 2 Wochen (insgesamt 6) \| 6 \| Zdenka Predná \| Keď To Nejde \| – \| \| 29. Woche 1 Woche (insgesamt 3) \| 3 \| Rihanna feat. Jay-Z \| Umbrella Christopher Stewart, The-Dream \| – \| \| 30. Woche 1 Woche (insgesamt 4) \| 4 \| Sunrise Avenue \| Fairytale Gone Bad \| – \| \| 31. Woche 1 Woche (insgesamt 3) \| 3 \| Rihanna feat. Jay-Z \| Umbrella Christopher Stewart, The-Dream \| – \| \| 32.–34. Woche 3 Wochen (insgesamt 4) \| 4 \| Sunrise Avenue \| Fairytale Gone Bad \| – \| \| 35.–40. Woche 6 Wochen \| 6 \| Fergie \| Big Girls Don’t Cry Stacy Ferguson, Toby Gad \| – \| \| 41.–43. Woche 3 Wochen \| 3 \| PEHA \| Opýtaj Sa \| – \| \| 44. Woche 1 Woche \| 1 \| James Blunt \| 1973 Mark Batson, James Blunt \| – \| \| 45. Woche 2007 – 7. Woche 2008 15 Wochen \| 15 \| Timbaland presents OneRepublic \| Apologize Ryan Tedder \| – \| |                                                            |                                                            |                                                            |                           |
| ← 2006 |                                                            |                                                            |                                                            | → 2008 →                  |
| Zeitraum | Wo. ges.                                                   | Interpret                                                  | Titel Autor(en)                                            | Zusätzliche Informationen |
| (Zeitraum, Wochen auf Platz eins, Interpret, Titel, Autor[en], zusätzliche Informationen) |                                                            |                                                            |                                                            |                           |
| 52. Woche 2006 – 2. Woche 2007 3 Wochen (insgesamt 9) | 9                                                          | Tina                                                       | Viem Že Povieš Áno                                         | –                         |
| 3. Woche 1 Woche (insgesamt 4) | 4                                                          | Nelly Furtado                                              | All Good Things (Come to an End) Timbaland, Hills, Martin  | –                         |
| 4. Woche 1 Woche (insgesamt 4) | 4                                                          | Desmod                                                     | Zhorí Všetko Čo Mám                                        | –                         |
| 5.–6. Woche 2 Wochen (insgesamt 4) | 4                                                          | Nelly Furtado                                              | All Good Things (Come to an End) Timbaland, Hills, Martin  | –                         |
| 7.–8. Woche 2 Wochen (insgesamt 4) | 4                                                          | Desmod                                                     | Zhorí Všetko Čo Mám                                        | –                         |
| 9. Woche 1 Woche (insgesamt 12) | 12                                                         | Nelly Furtado                                              | Say It Right Nelly Furtado, Tim Mosley, Nate Hills         | –                         |
| 10. Woche 1 Woche (insgesamt 9) | 9                                                          | Tina                                                       | Viem Že Povieš Áno                                         | –                         |
| 11.–21. Woche 11 Wochen (insgesamt 12) | 12                                                         | Nelly Furtado                                              | Say It Right Nelly Furtado, Tim Mosley, Nate Hills         | –                         |
| 22.–25. Woche 4 Wochen (insgesamt 6) | 6                                                          | Zdenka Predná                                              | Keď To Nejde                                               | –                         |
| 26. Woche 1 Woche (insgesamt 3) | 3                                                          | Rihanna feat. Jay-Z                                        | Umbrella Christopher Stewart, The-Dream                    | –                         |
| 27.–28. Woche 2 Wochen (insgesamt 6) | 6                                                          | Zdenka Predná                                              | Keď To Nejde                                               | –                         |
| 29. Woche 1 Woche (insgesamt 3) | 3                                                          | Rihanna feat. Jay-Z                                        | Umbrella Christopher Stewart, The-Dream                    | –                         |
| 30. Woche 1 Woche (insgesamt 4) | 4                                                          | Sunrise Avenue                                             | Fairytale Gone Bad                                         | –                         |
| 31. Woche 1 Woche (insgesamt 3) | 3                                                          | Rihanna feat. Jay-Z                                        | Umbrella Christopher Stewart, The-Dream                    | –                         |
| 32.–34. Woche 3 Wochen (insgesamt 4) | 4                                                          | Sunrise Avenue                                             | Fairytale Gone Bad                                         | –                         |
| 35.–40. Woche 6 Wochen | 6                                                          | Fergie                                                     | Big Girls Don’t Cry Stacy Ferguson, Toby Gad               | –                         |
| 41.–43. Woche 3 Wochen | 3                                                          | PEHA                                                       | Opýtaj Sa                                                  | –                         |
| 44. Woche 1 Woche | 1                                                          | James Blunt                                                | 1973 Mark Batson, James Blunt                              | –                         |
| 45. Woche 2007 – 7. Woche 2008 15 Wochen | 15                                                         | Timbaland presents OneRepublic                             | Apologize Ryan Tedder                                      | –                         |